# 에이정 (가고시마현)
에이정(일본어: 頴娃町)은 일본 가고시마현 남부에 있던 정으로, 이부스키군에 속했다.  2004년 11월 1일에 기레정이, 2006년 1월 1일에 야마가와정과, 가이몬정이 각각 합병으로 군에서 떨어져 나갔기 때문에 이부스키군의 유일한 정이었다.
2007년 12월 1일에 가와나베군 가와나베정, 가와나베군 지란정과 합병해 미나미큐슈시가 되었다.

## 지리
사쓰마 반도의 남쪽에 위치하며 동중국해에 접해 있다.

## 역사
- 1889년 4월 1일 - 정촌제 시행에 의해 에이군 에이촌이 성립하였다.
- 1896년 3월 29일 - 에이군, 이부스키군에 편입되었기 때문에 이부스키군 에이촌이 되었다.
- 1950년 8월 1일 - 정으로 승격해 에이정이 되었다.
- 2007년 12월 1일 - 지란정, 가와나베정과 합병해 미나미큐슈시가 되어, 이부스키군은 소멸하였다.

## 교통

### 철도
- 규슈 여객철도
  - 이부스키마쿠라자키 선

### 도로
- 국도 226호선

## 참고 문헌
- 角川日本地名大辞典編纂委員会,『角川日本地名大辞典 鹿児島県』1983, 角川書店